# Le spie uccidono a Beirut
Le spie uccidono a Beirut è un film del 1965 diretto da Luciano Martino.